# Municipio de Milaca
El municipio de Milaca (en inglés: Milaca Township) es un municipio ubicado en el condado de Mille Lacs en el estado estadounidense de Minnesota. En el año 2010 tenía una población de 1617 habitantes y una densidad poblacional de 19,08 personas por km².

## Geografía
El municipio de Milaca se encuentra ubicado en las coordenadas 45°46′53″N 93°42′18″O / 45.78139, -93.70500. Según la Oficina del Censo de los Estados Unidos, el municipio tiene una superficie total de 84.74 km², de la cual 84,09 km² corresponden a tierra firme y (0,77 %) 0,66 km² es agua.

## Demografía
Según el censo de 2010, había 1617 personas residiendo en el municipio de Milaca. La densidad de población era de 19,08 hab./km². De los 1617 habitantes, el municipio de Milaca estaba compuesto por el 97,53 % blancos, el 0,37 % eran afroamericanos, el 0,43 % eran amerindios, el 0,19 % eran asiáticos, el 0,12 % eran de otras razas y el 1,36 % eran de una mezcla de razas. Del total de la población el 1,05 % eran hispanos o latinos de cualquier raza.